# نپتین
نپتین (به انگلیسی: Nepetin) با فرمول شیمیایی C۱۶H۱۲O۷ یک ترکیب شیمیایی با شناسه پاب‌کم ۵۳۱۷۲۸۴ است. که جرم مولی آن ۳۱۶٫۲۶ g/mol می‌باشد. 